# Saalenstein

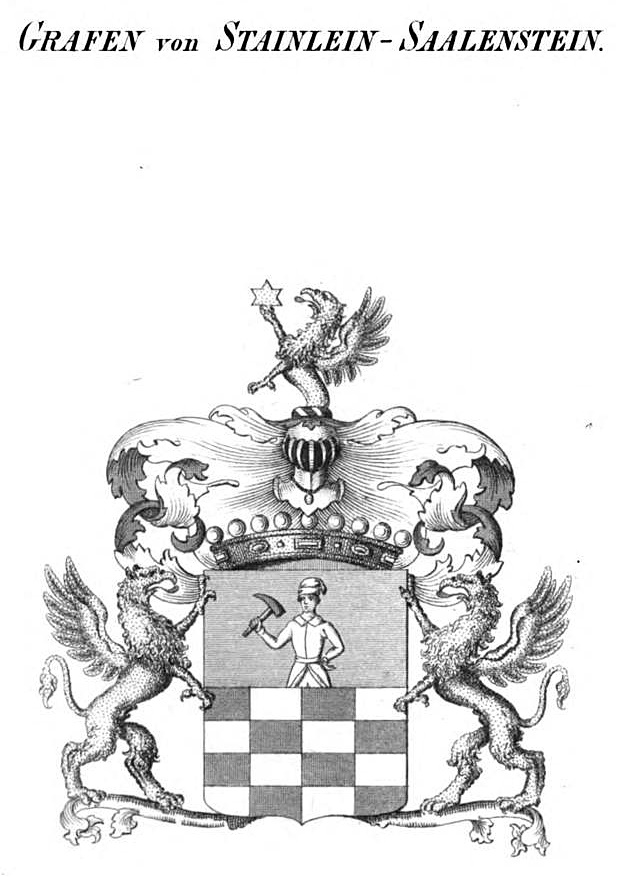
Wappen der Grafen von Stainlein-Saalenstein (seit 1830)

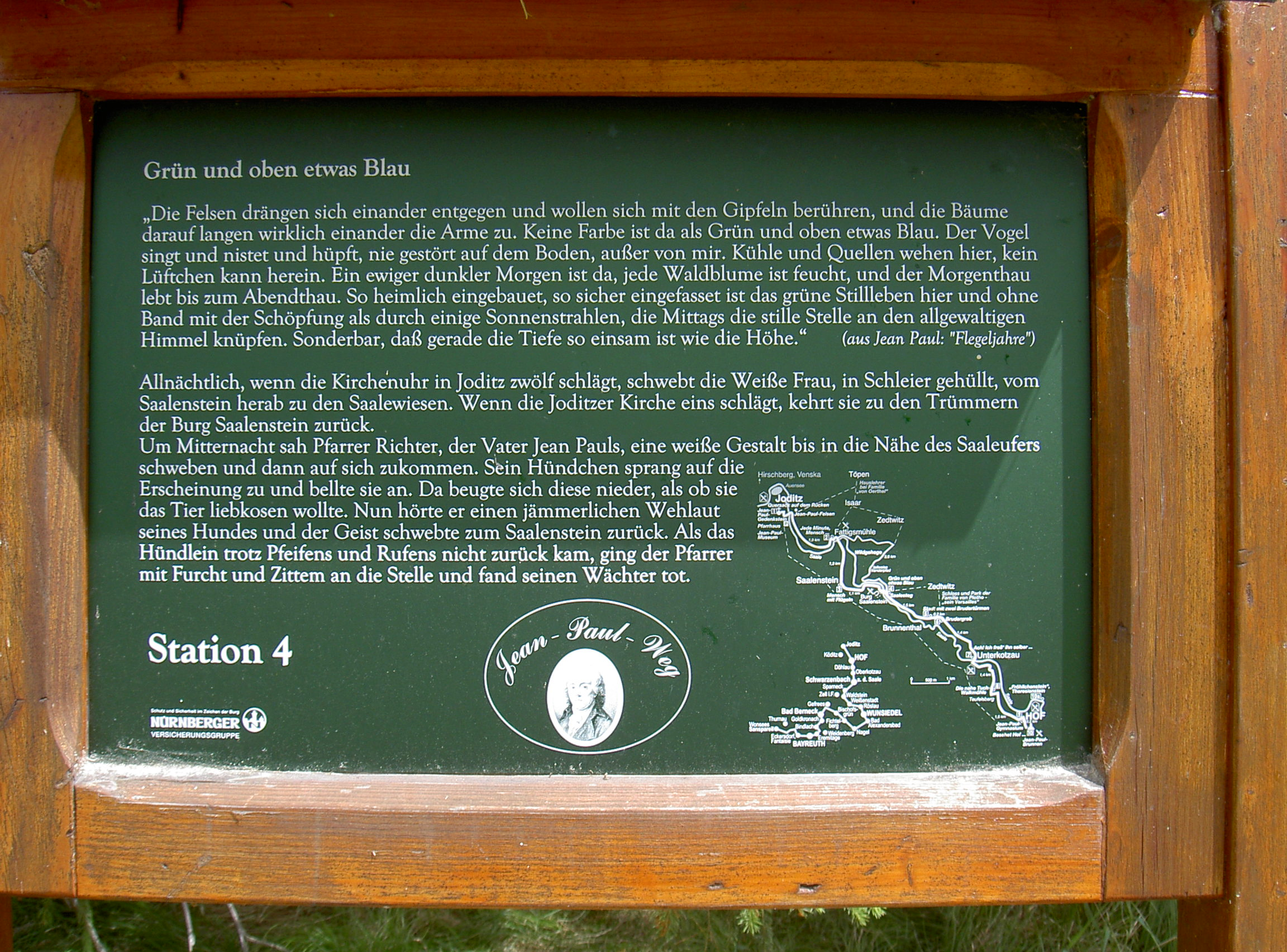
Saalenstein Jean Paul Weg

Saalenstein (früher Ober- und Untersaalenstein genannt) ist ein Gemeindeteil der Gemeinde Köditz im Landkreis Hof (Oberfranken, Bayern). Saalenstein liegt in der Gemarkung Brunnenthal.

## Geografie
Das Dorf besteht aus vier Siedlungen. Diese liegen auf einem Höhenzug des Frankenwaldes, der gegen Osten schroff ins Tal der Sächsischen Saale abfällt und im Westen in das Tal des Kaltenbachs, der im Norden als linker Zufluss in die Sächsische Saale mündet. Eine Gemeindeverbindungsstraße führt zur Staatsstraße 2192 (0,6 km südlich) bzw. nach Fattigsmühle (0,7 km nördlich).

## Geschichte
Die Saale bildete bis 1524 bei Saalenstein die Grenze der Markgraftum Brandenburg-Kulmbach. 1541 lag der Ort Saalenstein wüst. Es wurden bis 1654 dort sieben Häuser gebaut. Bis 1850 war Saalenstein Brandsteiner Lehen, dann wurde es abgelöst und zu freiem Eigentum. 1811 gab es in Saalenstein 10 Häuser.
Von 1797 bis 1810 unterstand Saalenstein dem Justiz- und Kammeramt Hof. Infolge des Ersten Gemeindeedikts wurde Saalenstein dem 1812 gebildeten Steuerdistrikt Isaar und der zugleich entstandenen Ruralgemeinde Brunnenthal zugewiesen. Am 1. Mai 1978 wurde Saalenstein im Zuge der Gebietsreform in Bayern nach Köditz eingemeindet.

### Bau- und Bodendenkmäler
- Autobahnbrücke über die Sächsische Saale. In das Bauwerk wurden Überwinterungsmöglichkeiten für Fledermäuse und Nistplätze für Turmfalken integriert. Allerdings stört der starke Lärm von der Autobahnbrücke die von Jean Paul gepriesene Romantik der Saalaue.[9]
- Bei Saalenstein gibt es Spuren eines Burgstalls mit doppeltem Graben und einem Turmhügel. Mauerreste des Burgstalls werden als Teil einer Gaststätte genutzt.[9]

ehemaliges Baudenkmal
- Haus Nr. 4: Wohnstallhaus des 17. Jahrhunderts mit Frackdach. Erdgeschoss im Wohnteil Blockbau mit zwei zu zwei Achsen, Stallbau massiv, Obergeschoss im Wohnteil mit übertünchtem Fachwerk, über dem Stall mit Bretterverschalung. Der zweimal vorkragende Giebel ebenfalls verschalt.[10]

### Einwohnerentwicklung
| Jahr      | 001819 | 001861 | 001871 | 001885 | 001900 | 001925 | 001950 | 001961 | 001970 | 001987 |
| Einwohner | 46     | 69     | 69     | 79     | 68     | 71     | 104    | 102    | 113    | 117    |
| Häuser    |        |        |        | 12     | 10     | 11     | 16     | 17     |        | 28     |
| Quelle    | [ 12 ] | [ 13 ] | [ 14 ] | [ 15 ] | [ 16 ] | [ 17 ] | [ 18 ] | [ 19 ] | [ 20 ] | [ 1 ]  |

## Religion
Saalenstein ist seit der Reformation evangelisch-lutherisch geprägt und bis heute nach St. Johannes (Joditz) gepfarrt.

## Persönlichkeiten
Als 1830 der aus Hof stammende Diplomat Johann Gottlieb Eduard von Stainlein (1785–1833) mit seinen Nachkommen in den Grafenstand des Königreichs Bayern erhoben wurde, verlieh man ihnen das Zusatzprädikat von Saalenstein. Der Sohn Ludwig von Stainlein-Saalenstein (1819–1867) erlangte als Komponist einige Bekanntheit.